# SAN Swiss Arms AG
La SAN Swiss Arms AG (anche Swiss Arms) è una impresa svizzera che produce armi da fuoco.
Fino al 2000 faceva parte della compagnia Schweizerische Industrie Gesellschaft ed era conosciuta con il nome di "SIG Arms AG", anno in cui fu acquisita dalla  L & O Holding degli imprenditori Michael Lüke e Thomas Ortmeier.
Dal 2020 viene rinominata SIG SAUER AG e viene rinnovato il logo. In modo da richiamare il nome delle sue famose filiali SIG Sauer GmbH in Germania e SIG Sauer Inc negli Stati Uniti

## Prodotti

### Armi sperimentali
- SIG SK 46

### Fucili d'assalto
- SG 550
- SG 551
- SG 552
- SG 751 SAPR
- SG 553

### Lanciagranate
- GLG 40
- GL 5040/GL 5140